# Hugo Donato
Hugo Donato (Buenos Aires, 25 de octubre de 1974) es un exfutbolista argentino. Actualmente es el director general de fútbol infanto-juvenil de Talleres de la ciudad de Córdoba.
Surgió futbolísticamente de las divisiones inferiores de Talleres de Remedios de Escalada, club en el cual debutó profesionalmente. Se desempeñaba como mediocampista central. También jugó en Banfield, Ferro, Almirante Brown, Huracán de Corrientes, Estudiantes de Buenos Aires, Berazategui, Cañuelas y el Pro Sesto Calcio de Italia.
Una vez retirado, tuvo un paso como entrenador de la Reserva de Banfield y también fue integrante del equipo de fútbol de veteranos de Talleres (RdE).

## Clubes
| Club                   | País      | Año       |
| ---------------------- | --------- | --------- |
| Talleres (RdE)         | Argentina | 1991-1993 |
| Banfield               | Argentina | 1993-1994 |
| Ferro Carril Oeste     | Argentina | 1994-1995 |
| Almirante Brown        | Argentina | 1995-1996 |
| Pro Sesto Calcio       | Italia    | 1996-1998 |
| Huracán de Corrientes  | Argentina | 1998-1999 |
| Estudiantes de Bs. As. | Argentina | 1999-2000 |
| Talleres (RdE)         | Argentina | 2000-2001 |
| Talleres (RdE)         | Argentina | 2006-2008 |
| Berazategui            | Argentina | 2008      |
| Cañuelas               | Argentina | 2009      |
| Central Ballester      | Argentina | 2009      |